# Qualificações para o Campeonato Europeu de Futebol Sub-19 de 2016
A Qualificação para o Campeonato Europeu de Futebol Sub-19 de 2016 é uma competição de futebol na qual se definirão 7 seleções que irão participar no Campeonato Europeu de Futebol Sub-19 de 2016, juntamente com a Alemanha, país sede. Foi realizada entre 18 de setembro de 2015 e 30 de março de 2016.

## Fase de grupos
|  | Equipes qualificadas para a Ronda de Elite |
|  | Equipes eliminadas                         |

### Grupo 1
| Pos | Seleção   | Pts | J | V | E | D | GP | GC | SG |
| --- | --------- | --- | - | - | - | - | -- | -- | -- |
| 1   | Eslovênia | 7   | 3 | 2 | 1 | 0 | 2  | 0  | +2 |
| 2   | Escócia   | 6   | 3 | 2 | 0 | 1 | 6  | 1  | +5 |
| 3   | Irlanda   | 3   | 3 | 1 | 0 | 2 | 3  | 5  | –2 |
| 4   | Letónia   | 1   | 3 | 0 | 1 | 2 | 0  | 5  | –5 |

| 13 de novembro de 2015 | Escócia                  | 2 – 0     | Letónia | Markets Field, Limerick          |
| 15:30                  | Nesbitt 22' · Sammut 44' | Relatório |         | Árbitro: ISL Gunnar Jarl Jónsson |

| 13 de novembro de 2015 | Irlanda | 0 – 1     | Eslovênia   | Eamonn Deacy Park, Galway  |
| 17:00                  |         | Relatório | Rokavec 32' | Árbitro: FIN Antti Munukka |

| 15 de novembro de 2015 | Eslovênia | 1 – 0     | Escócia | Markets Field, Limerick          |
| 15:30                  | Ivkič 73' | Relatório |         | Árbitro: ISL Gunnar Jarl Jónsson |

| 15 de novembro de 2015 | Irlanda                     | 3 – 0     | Letónia | Eamonn Deacy Park, Galway    |
| 20:30                  | Mulhern 9', 64' · Kelly 56' | Relatório |         | Árbitro: MLT Alan Mario Sant |

| 18 de novembro de 2015 | Escócia                                             | 4 – 0     | Irlanda | Markets Field, Limerick    |
| 16:30                  | Hardie 2' · Nesbitt 24' · McCrorie 30' · Kiltie 67' | Relatório |         | Árbitro: FIN Antti Munukka |

| 18 de novembro de 2015 | Letónia | 0 – 0     | Eslovênia | Eamonn Deacy Park, Galway    |
| 16:30                  |         | Relatório |           | Árbitro: MLT Alan Mario Sant |

### Grupo 2
| Pos | Seleção     | Pts | J | V | E | D | GP | GC | SG |
| --- | ----------- | --- | - | - | - | - | -- | -- | -- |
| 1   | Croácia     | 7   | 3 | 2 | 1 | 0 | 5  | 2  | +3 |
| 2   | Montenegro  | 6   | 3 | 2 | 0 | 1 | 6  | 4  | +2 |
| 3   | Hungria     | 4   | 3 | 1 | 1 | 1 | 5  | 4  | +1 |
| 4   | Cazaquistão | 0   | 3 | 0 | 0 | 3 | 1  | 7  | –6 |

| 18 de setembro de 2015 | Hungria                                                            | 4 – 0     | Cazaquistão | Stadion Veli Jože, Poreč       |
| 14:00                  | Haris 7' (pen.) · Petró 32' · Szatmári 83' (pen.) · Rózsahegyi 87' | Relatório |             | Árbitro: BEL Alexandre Boucaut |

| 18 de setembro de 2015 | Croácia                      | 3 – 1     | Montenegro  | Stadion Veruda, Pula      |
| 16:00                  | Matić 36', 45+1' · Božić 78' | Relatório | Perović 40' | Árbitro: DIN Jakob Kehlet |

| 20 de setembro de 2015 | Montenegro                              | 3 – 0     | Hungria | Stadion Veruda, Pula           |
| 14:00                  | Camaj 45+1' · Banović 83' · Perović 88' | Relatório |         | Árbitro: BEL Alexandre Boucaut |

| 20 de setembro de 2015 | Croácia     | 1 – 0     | Cazaquistão | Stadion Veli Jože, Poreč |
| 16:00                  | Brekalo 31' | Relatório |             | Árbitro: ALB Enea Jorgji |

| 23 de setembro de 2015 | Hungria      | 1 – 1     | Croácia             | Stadion Veruda, Pula      |
| 16:00                  | Korozmán 15' | Relatório | Kneževič 49' (pen.) | Árbitro: DIN Jakob Kehlet |

| 23 de setembro de 2015 | Cazaquistão | 1 – 2     | Montenegro               | Stadion Veli Jože, Poreč |
| 16:00                  | Zyabko 15'  | Relatório | Rašo 55' · Vukicević 73' | Árbitro: ALB Enea Jorgji |

### Grupo 3
| Pos | Seleção    | Pts | J | V | E | D | GP | GC | SG |
| --- | ---------- | --- | - | - | - | - | -- | -- | -- |
| 1   | Polónia    | 7   | 3 | 2 | 1 | 0 | 6  | 2  | +4 |
| 2   | Bulgária   | 4   | 3 | 1 | 1 | 1 | 5  | 5  | 0  |
| 3   | Luxemburgo | 4   | 3 | 1 | 1 | 1 | 5  | 5  | 0  |
| 4   | Chipre     | 1   | 3 | 0 | 1 | 2 | 4  | 8  | –4 |

| 11 de novembro de 2015 | Bulgária | 0 – 1     | Polónia         | Pafiako Stadium, Pafos        |
| 13:30                  |          | Relatório | Świderski 90+3' | Árbitro: RUS Sergei Lapochkin |

| 11 de novembro de 2015 | Chipre          | 1 – 2     | Luxemburgo                   | Kouklia Community Stadium, Pafos |
| 13:30                  | Charalampous 6' | Relatório | Muratovic 13' · Da Silva 67' | Árbitro: SCO Andrew Dallas       |

| 13 de novembro de 2015 | Bulgária                      | 2 – 1     | Luxemburgo    | Pafiako Stadium, Pafos            |
| 13:30                  | Bohnert 6' · Al. Georgiev 21' | Relatório | Muratovic 63' | Árbitro: NOR Svein-Erik Edvartsen |

| 13 de novembro de 2015 | Polónia                            | 3 – 0     | Chipre | Kouklia Community Stadium, Pafos |
| 13:30                  | Ryczkowski 7', 17' · Świderski 88' | Relatório |        | Árbitro: SCO Andrew Dallas       |

| 16 de novembro de 2015 | Chipre                                             | 3 – 3     | Bulgária                          | Kouklia Community Stadium, Pafos |
| 13:30                  | G. Christodoulou 29' · Malekkidis 47' · Kallis 82' | Relatório | Kraev 41' · Al. Georgiev 58', 63' | Árbitro: RUS Sergei Lapochkin    |

| 16 de novembro de 2015 | Luxemburgo        | 2 – 2     | Polónia                    | Pafiako Stadium, Pafos            |
| 13:30                  | Muratovic 3', 17' | Relatório | Świderski 7' · Janicki 63' | Árbitro: NOR Svein-Erik Edvartsen |

### Grupo 4
| Pos | Seleção            | Pts | J | V | E | D | GP | GC | SG |
| --- | ------------------ | --- | - | - | - | - | -- | -- | -- |
| 1   | Inglaterra         | 7   | 3 | 2 | 1 | 0 | 3  | 0  | +3 |
| 2   | Itália             | 5   | 3 | 1 | 2 | 0 | 4  | 3  | +1 |
| 3   | Finlândia          | 4   | 3 | 1 | 1 | 1 | 3  | 3  | 0  |
| 4   | Macedônia do Norte | 0   | 3 | 0 | 0 | 3 | 3  | 7  | –4 |

| 8 de outubro de 2015 | Itália          | 1 – 1     | Finlândia    | Boris Trajkovski, Escópia        |
| 15:00                | Vido 26' (pen.) | Relatório | Väisänen 33' | Árbitro: ESP Alejandro Hernandez |

| 8 de outubro de 2015 | Inglaterra                           | 2 – 0     | Macedônia do Norte | FFM Training Centre, Escópia |
| 15:00                | Armstrong 67' · Maitland-Niles 90+4' | Relatório |                    | Árbitro: TUR Mete Kalkavan   |

| 10 de outubro de 2015 | Finlândia | 0 – 1     | Inglaterra  | FFM Training Centre, Escópia |
| 13:00                 |           | Relatório | Abraham 73' | Árbitro: TUR Mete Kalkavan   |

| 10 de outubro de 2015 | Itália                    | 3 – 2     | Macedônia do Norte                   | FFM Training Centre, Escópia |
| 15:00                 | Vido 11' (pen.), 69', 71' | Relatório | Alomeroviс 16' · Jevtoski 34' (pen.) | Árbitro: BEL Nicolas Laforge |

| 13 de outubro de 2015 | Inglaterra | 0 – 0     | Itália | Nacionalna Arena Filip II Makedonski, Escópia |
| 15:00                 |            | Relatório |        | Árbitro: ESP Alejandro Hernandez              |

| 13 de outubro de 2015 | Macedônia do Norte   | 1 – 2     | Finlândia                  | FFM Training Centre, Escópia |
| 15:00                 | Petkovski 84' (pen.) | Relatório | Peiponen 56' · Jakonen 69' | Árbitro: BEL Nicolas Laforge |

### Grupo 5
| Pos | Seleção              | Pts | J | V | E | D | GP | GC | SG |
| --- | -------------------- | --- | - | - | - | - | -- | -- | -- |
| 1   | Turquia              | 6   | 3 | 2 | 0 | 1 | 6  | 5  | +1 |
| 2   | Ucrânia              | 6   | 3 | 2 | 0 | 1 | 10 | 5  | +5 |
| 3   | Azerbaijão           | 3   | 3 | 1 | 0 | 2 | 1  | 5  | –4 |
| 4   | Bósnia e Herzegovina | 3   | 3 | 1 | 0 | 2 | 3  | 5  | –2 |

| 10 de novembro de 2015 | Turquia   | 1 – 2     | Bósnia e Herzegovina         | Bayil stadium, Baku            |
| 11:00                  | Özcan 13' | Relatório | Mustedanagić 50' · Gojak 79' | Árbitro: FRA Nicolas Rainville |

| 10 de novembro de 2015 | Ucrânia                           | 4 – 0     | Azerbaijão | Bayil stadium, Baku      |
| 15:00                  | Shevchenko 47' · Shchebetun 62' · | Relatório |            | Árbitro: NOR Tore Hansen |

| 12 de novembro de 2015 | Bósnia e Herzegovina | 1 – 3     | Ucrânia                             | Bayil stadium, Baku      |
| 11:00                  | Hadžiahmetović 10'   | Relatório | Gutsuliak 45', 83' · Shchebetun 64' | Árbitro: NOR Tore Hansen |

| 12 de novembro de 2015 | Turquia     | 1 – 0     | Azerbaijão | Bayil stadium, Baku    |
| 15:00                  | Balıkçı 57' | Relatório |            | Árbitro: EST Eiko Saar |

| 15 de novembro de 2015 | Ucrânia                                    | 3 – 4     | Turquia                                              | Dalga Stadium, Baku            |
| 15:00                  | Shved 3' · Shchebetun 15' · Pikhalonok 29' | Relatório | Canlı 49' · Ünder 70' (pen.) · Özcan 76' · Beşir 78' | Árbitro: FRA Nicolas Rainville |

| 15 de novembro de 2015 | Azerbaijão      | 1 – 0     | Bósnia e Herzegovina | Bayil stadium, Baku    |
| 15:00                  | Mustafazade 41' | Relatório |                      | Árbitro: EST Eiko Saar |

### Grupo 6
| Pos | Seleção   | Pts | J | V | E | D | GP | GC | SG |
| --- | --------- | --- | - | - | - | - | -- | -- | -- |
| 1   | Israel    | 7   | 3 | 2 | 1 | 0 | 7  | 2  | +5 |
| 2   | Dinamarca | 5   | 3 | 1 | 2 | 0 | 4  | 1  | +3 |
| 3   | Islândia  | 4   | 3 | 1 | 1 | 1 | 3  | 5  | –2 |
| 4   | Malta     | 0   | 3 | 0 | 0 | 3 | 1  | 7  | –6 |

| 10 de novembro de 2015 | Israel                         | 3 – 1     | Malta               | Victor Tedesco, Ħamrun  |
| 14:00                  | Mahamid 37', 48' · Sfuri 90+4' | Relatório | J. Grech 15' (pen.) | Árbitro: IRL Neil Doyle |

| 10 de novembro de 2015 | Dinamarca  | 1 – 1     | Islândia          | Hibernians Stadium, Paola     |
| 14:00                  | Dolberg 4' | Relatório | Halldorsson 90+1' | Árbitro: POL Daniel Stefanski |

| 12 de novembro de 2015 | Israel                                        | 4 – 1     | Islândia       | Victor Tedesco, Ħamrun     |
| 11:30                  | Mahamid 14', 16', 51' · Yerushalmi 56' (pen.) | Relatório | Gudjohnsen 67' | Árbitro: CRO Tihomir Pejin |

| 12 de novembro de 2015 | Malta | 0 – 3     | Dinamarca                               | Victor Tedesco, Ħamrun        |
| 14:45                  |       | Relatório | Duelund 21' (pen.), 61' · Thychosen 60' | Árbitro: POL Daniel Stefanski |

| 15 de novembro de 2015 | Dinamarca | 0 – 0     | Israel | Victor Tedesco, Ħamrun  |
| 14:00                  |           | Relatório |        | Árbitro: IRL Neil Doyle |

| 15 de novembro de 2015 | Islândia               | 1 – 0     | Malta | Hibernians Stadium, Paola  |
| 14:00                  | Guðmundsson 85' (pen.) | Relatório |       | Árbitro: CRO Tihomir Pejin |

### Grupo 7
| Pos | Seleção  | Pts | J | V | E | D | GP | GC | SG |
| --- | -------- | --- | - | - | - | - | -- | -- | -- |
| 1   | Portugal | 9   | 3 | 3 | 0 | 0 | 10 | 0  | +9 |
| 2   | Grécia   | 6   | 3 | 2 | 0 | 1 | 3  | 5  | –2 |
| 3   | Lituânia | 3   | 3 | 1 | 0 | 2 | 1  | 6  | –5 |
| 4   | Moldávia | 0   | 3 | 0 | 0 | 3 | 1  | 4  | –3 |

| 10 de novembro de 2015 | Grécia      | 1 – 0     | Lituânia | Municipal, Santa Comba Dão |
| 14:00                  | Lamprou 12' | Relatório |          | Árbitro: SVK Ján Valášek   |

| 10 de novembro de 2015 | Portugal               | 1 – 0     | Moldávia | Nelas Municipal Stadium, Nelas |
| 16:00                  | Francisco Ferreira 25' | Relatório |          | Árbitro: ESC John Beaton       |

| 12 de novembro de 2015 | Grécia                          | 2 – 1     | Moldávia    | Mangualde Municipal Stadium, Mangualde |
| 14:00                  | Megaritis 2' · Stathopoulos 49' | Relatório | Vidalis 41' | Árbitro: BUL Nikola Popov              |

| 12 de novembro de 2015 | Lituânia | 0 – 5     | Portugal                                                                       | Fontelo Municipal, Viseu |
| 16:00                  |          | Relatório | João Carvalho 25' · Gonçalo Rodrigues 52' · Buta 67', 88' · Renato Sanches 70' | Árbitro: SVK Ján Valášek |

| 15 de novembro de 2015 | Portugal                                                                          | 4 – 0     | Grécia | Fontelo Municipal, Viseu |
| 16:00                  | Gonçalo Rodrigues 15' · Rúben Dias 33' · Renato Sanches 70' · Alexandre Silva 87' | Relatório |        | Árbitro: ESC John Beaton |

| 15 de novembro de 2015 | Moldávia | 0 – 1     | Lituânia   | Nelas Municipal Stadium, Nelas |
| 16:00                  |          | Relatório | Laučys 17' | Árbitro: BUL Nikola Popov      |

### Grupo 8
| Pos | Seleção       | Pts | J | V | E | D | GP | GC | SG |
| --- | ------------- | --- | - | - | - | - | -- | -- | -- |
| 1   | Áustria       | 7   | 3 | 2 | 1 | 0 | 5  | 0  | +5 |
| 2   | Geórgia       | 4   | 3 | 1 | 1 | 1 | 3  | 3  | 0  |
| 3   | Albânia       | 3   | 3 | 1 | 0 | 2 | 3  | 8  | –5 |
| 4   | País de Gales | 3   | 3 | 1 | 0 | 2 | 5  | 5  | 0  |

| 12 de novembro de 2015 | Áustria                 | 3 – 0 (fc) | Albânia  | Mikheil Meskhi-2, Tbilissi |
| 10:00                  | Posch 4' · Krainz 90+5' | Relatório  | Toli 49' | Árbitro: SUI Alain Bieri   |

O jogo terminou com um resultado de 2-1 antes de uma vitória ter sido atribuída.
| 12 de novembro de 2015 | Geórgia | 0 – 3     | País de Gales                                | Mikheil Meskhi Stadioni, Tbilissi |
| 11:00                  |         | Relatório | Abbruzzese 34' · James 44' · G. Thomas 45+3' | Árbitro: SRB Srdjan Jovanović     |

| 14 de novembro de 2015 | Áustria                     | 2 – 0     | País de Gales | Mikheil Meskhi-2, Tbilissi |
| 10:00                  | Schlager 54' · Pavlovic 66' | Relatório |               | Árbitro: POR Hugo Miguel   |

| 14 de novembro de 2015 | Albânia | 0 – 3 (fc) | Geórgia         | Mikheil Meskhi Stadioni, Tbilissi |
| 11:00                  |         | Relatório  | Goshteliani 86' | Árbitro: SRB Srdjan Jovanović     |

O jogo terminou com um resultado de 0-1 antes de uma vitória ter sido atribuída.
| 17 de novembro de 2015 | Geórgia | 0 – 0     | Áustria | Mikheil Meskhi Stadioni, Tbilissi |
| 11:00                  |         | Relatório |         | Árbitro: SUI Alain Bieri          |

| 17 de novembro de 2015 | País de Gales                 | 2 – 3     | Albânia                        | Mikheil Meskhi-2, Tbilissi |
| 11:00                  | J. Thomas 34' · G. Thomas 50' | Relatório | Zenuni 10', 36' · Krasniqi 42' | Árbitro: POR Hugo Miguel   |

### Grupo 9
| Pos | Seleção          | Pts | J | V | E | D | GP | GC | SG |
| --- | ---------------- | --- | - | - | - | - | -- | -- | -- |
| 1   | Eslováquia       | 5   | 3 | 1 | 2 | 0 | 5  | 3  | +2 |
| 2   | Irlanda do Norte | 4   | 3 | 1 | 1 | 1 | 3  | 4  | –1 |
| 3   | Rússia           | 3   | 3 | 0 | 3 | 0 | 3  | 3  | 0  |
| 4   | Noruega          | 2   | 3 | 0 | 2 | 1 | 4  | 5  | –1 |

| 12 de novembro de 2015 | Rússia      | 1 – 1     | Eslováquia  | Centralni, Sochi                |
| 12:00                  | Obolski 69' | Relatório | Greif 90+3' | Árbitro: ROU Sebastian Colţescu |

| 12 de novembro de 2015 | Noruega     | 1 – 2     | Irlanda do Norte           | Sputnik-Sport, Sochi       |
| 12:00                  | Bjørdal 56' | Relatório | Kennedy 12' · Newberry 54' | Árbitro: GRE Ilias Spathas |

| 14 de novembro de 2015 | Eslováquia                   | 2 – 2     | Noruega                          | Sputnik-Sport, Sochi            |
| 12:00                  | Balaj 57' · Bénes 65' (pen.) | Relatório | Samuelsen 21' (pen.), 86' (pen.) | Árbitro: ROU Sebastian Colţescu |

| 14 de novembro de 2015 | Rússia      | 1 – 1     | Irlanda do Norte | Centralni, Sochi                |
| 15:00                  | Mironov 74' | Relatório | Kennedy 6'       | Árbitro: MNE Jovan Kaludjerović |

| 16 de novembro de 2015 | Noruega      | 1 – 1     | Rússia      | Centralni, Sochi           |
| 12:00                  | Svendsen 63' | Relatório | Obolski 25' | Árbitro: GRE Ilias Spathas |

| 16 de novembro de 2015 | Irlanda do Norte | 0 – 2     | Eslováquia             | Sputnik-Sport, Sochi            |
| 12:00                  |                  | Relatório | Laczko 26' · Bénes 89' | Árbitro: MNE Jovan Kaludjerović |

### Grupo 10
| Pos | Seleção       | Pts | J | V | E | D | GP | GC | SG  |
| --- | ------------- | --- | - | - | - | - | -- | -- | --- |
| 1   | França        | 7   | 3 | 2 | 1 | 0 | 13 | 2  | +11 |
| 2   | Países Baixos | 7   | 3 | 2 | 1 | 0 | 12 | 1  | +11 |
| 3   | Liechtenstein | 1   | 3 | 0 | 1 | 2 | 2  | 6  | –4  |
| 4   | Gibraltar     | 1   | 3 | 0 | 1 | 2 | 1  | 19 | –18 |

| 7 de outubro de 2015 | França                                 | 3 – 1     | Liechtenstein | Municipal, Saint-Paul-lès-Dax |
| 15:00                | Augustin 1' · Lusamba 52' · Thuram 67' | Relatório | Frick 50'     | Árbitro: NIR Tim Marshall     |

| 7 de outubro de 2015 | Países Baixos                                                                          | 9 – 0     | Gibraltar | L'Argenté, Mont-de-Marsan  |
| 18:30                | Bergwijn 7', 74' · Lammers 26', 30', 56' · Schuurman 60', 84' · Dekker 75' · Nouri 79' | Relatório |           | Árbitro: CZE Zbynek Proske |

| 9 de outubro de 2015 | Países Baixos             | 2 – 0     | Liechtenstein | Municipal, Saint-Paul-lès-Dax |
| 15:00                | Bergwijn 67' · Góppel 87' | Relatório |               | Árbitro: BUL Ivaylo Stoyanov  |

| 9 de outubro de 2015 | Gibraltar | 0 – 9     | França                                                                                              | André Darrigade, Dax       |
| 18:30                |           | Relatório | Augustin 3', 6', 24' · Diop 36' · Gelin 41' · Perraud 46' · Boscagli 58' · Thuram 59' · Lusamba 72' | Árbitro: CZE Zbynek Proske |

| 12 de outubro de 2015 | França       | 1 – 1     | Países Baixos   | L'Argenté, Mont-de-Marsan    |
| 15:00                 | Augustin 19' | Relatório | van de Beek 41' | Árbitro: BUL Ivaylo Stoyanov |

| 12 de outubro de 2015 | Liechtenstein | 1 – 1     | Gibraltar     | André Darrigade, Dax      |
| 15:00                 | Frick 10'     | Relatório | Clinton 45+2' | Árbitro: NIR Tim Marshall |

### Grupo 11
| Pos | Seleção     | Pts | J | V | E | D | GP | GC | SG |
| --- | ----------- | --- | - | - | - | - | -- | -- | -- |
| 1   | Suíça       | 9   | 3 | 3 | 0 | 0 | 8  | 1  | +7 |
| 2   | Romênia     | 6   | 3 | 2 | 0 | 1 | 5  | 3  | +2 |
| 3   | Andorra     | 1   | 3 | 0 | 1 | 2 | 1  | 4  | –3 |
| 4   | Ilhas Faroé | 1   | 3 | 0 | 1 | 2 | 1  | 7  | –6 |

| 12 de novembro de 2015 | Suíça     | 1 – 0     | Andorra | Iuliu BODOLA, Oradea        |
| 10:00                  | Alpsoy 3' | Relatório |         | Árbitro: SMR Johnny Casanov |

| 12 de novembro de 2015 | Romênia                | 2 – 0     | Ilhas Faroé | Iuliu BODOLA, Oradea        |
| 14:00                  | Stoica 42' · Petre 82' | Relatório |             | Árbitro: SVK Peter Kralović |

| 14 de novembro de 2015 | Ilhas Faroé | 0 – 4     | Suécia                          | Iuliu BODOLA, Oradea        |
| 10:00                  |             | Relatório | Duah 34', 39', 65' · Zeqiri 75' | Árbitro: SVK Peter Kralović |

| 14 de novembro de 2015 | Romênia         | 2 – 0     | Andorra | Iuliu BODOLA, Oradea       |
| 14:00                  | C. Ene 19', 51' | Relatório |         | Árbitro: ISR Orel Grinfeld |

| 17 de novembro de 2015 | Suíça                                       | 3 – 1     | Romênia   | Iuliu BODOLA, Oradea       |
| 10:00                  | Alpsoy 54' · Gjorgjev 71' · Cani 84' (pen.) | Relatório | Petre 20' | Árbitro: ISR Orel Grinfeld |

| 17 de novembro de 2015 | Andorra    | 1 – 1     | Ilhas Faroé | Paleu Stadium, Paleu         |
| 10:00                  | Nazzaro 5' | Relatório | Olsen 74'   | Árbitro: SMR Johnny Casanova |

### Grupo 12
| Pos | Seleção  | Pts | J | V | E | D | GP | GC | SG  |
| --- | -------- | --- | - | - | - | - | -- | -- | --- |
| 1   | Tchéquia | 9   | 3 | 3 | 0 | 0 | 10 | 3  | +7  |
| 2   | Sérvia   | 6   | 3 | 2 | 0 | 1 | 11 | 4  | +7  |
| 3   | Estónia  | 3   | 3 | 1 | 0 | 2 | 3  | 7  | –4  |
| 4   | Armênia  | 0   | 3 | 0 | 0 | 3 | 0  | 10 | –10 |

| 8 de outubro de 2015 | Tchéquia                                   | 4 – 0     | Armênia | Kalevi Keskstaadion, Tallinn |
| 12:00                | Mihálik 6', 20' · Kuchta 15' · Pulkrab 56' | Relatório |         | Árbitro: SWE Bojan Pandžić   |

| 8 de outubro de 2015 | Sérvia                                                  | 5 – 0     | Estónia | Kadriorg, Tallinn           |
| 14:30                | Jović 30', 50', 55' (pen.) · Glavčić 35' · Šaponjić 39' | Relatório |         | Árbitro: GER Tobias Stieler |

| 10 de outubro de 2015 | Armênia | 0 – 4     | Sérvia                                    | Kalevi Keskstaadion, Tallinn |
| 12:00                 |         | Relatório | Šaponjić 22', 44' · Senić 56' · Jović 62' | Árbitro: SWE Bojan Pandžić   |

| 10 de outubro de 2015 | Tchéquia                 | 2 – 1     | Estónia            | Kadriorg, Tallinn                |
| 14:30                 | Mihálik 17' · Kuchta 78' | Relatório | Riiberg 66' (pen.) | Árbitro: UKR Anatolii Zhabchenko |

| 13 de outubro de 2015 | Sérvia            | 2 – 4     | Tchéquia                                       | Kalevi Keskstaadion, Tallinn |
| 14:30                 | Šaponjić 36', 47' | Relatório | Klíma 15', 19' (pen.) · Ladra 63' · Kuchta 83' | Árbitro: GER Tobias Stieler  |

| 13 de outubro de 2015 | Estónia                        | 2 – 0     | Armênia | Kadriorg, Tallinn                |
| 14:30                 | Riiberg 21' (pen.) · Mutso 51' | Relatório |         | Árbitro: UKR Anatolii Zhabchenko |

### Grupo 13
| Pos | Seleção      | Pts | J | V | E | D | GP | GC | SG  |
| --- | ------------ | --- | - | - | - | - | -- | -- | --- |
| 1   | Bélgica      | 7   | 3 | 2 | 1 | 0 | 13 | 2  | +11 |
| 2   | Suécia       | 6   | 3 | 2 | 0 | 1 | 3  | 2  | +1  |
| 3   | Bielorrússia | 4   | 3 | 1 | 1 | 1 | 8  | 5  | +3  |
| 4   | San Marino   | 0   | 3 | 0 | 0 | 3 | 1  | 16 | –15 |

| 7 de outubro de 2015 | Suécia                      | 2 – 0     | Bielorrússia | RS Waasland, St. Nicolas         |
| 15:00                | Nilsson 82' · Larsson 90+3' | Relatório |              | Árbitro: LVA Vadims Direktorenko |

| 7 de outubro de 2015 | Bélgica                                                                                             | 9 – 0     | San Marino | RS Waasland, St. Nicolas        |
| 19:00                | Schrijvers 6', 22' · Dimata 11' (pen.), 16' · Kabir 19', 45+1' · Tshimanga 51' · Callebaut 77', 88' | Relatório |            | Árbitro: GEO Georgi Vadachkoria |

| 9 de outubro de 2015 | San Marino | 0 – 1     | Suécia      | KMSK Deinze, Deinze             |
| 15:00                |            | Relatório | Nikolic 37' | Árbitro: GEO Georgi Vadachkoria |

| 9 de outubro de 2015 | Bélgica           | 2 – 2     | Bielorrússia       | KMSK Deinze, Deinze        |
| 19:00                | Dimata 14', 90+4' | Relatório | Yuzepchuk 33', 58' | Árbitro: BIH Ognjen Valjić |

| 12 de outubro de 2015 | Suécia | 0 – 2     | Bélgica                    | KMSK Deinze, Deinze        |
| 19:00                 |        | Relatório | Tony Djim 18' · Dimata 77' | Árbitro: BIH Ognjen Valjić |

| 12 de outubro de 2015 | Bielorrússia                                                                | 6 – 1     | San Marino  | RS Waasland, St. Nicolas         |
| 19:00                 | Ivanov 31' · Antilevski 51', 69' · Gromyko 57' · Yuzepchuk 72' · Bakhar 78' | Relatório | Carlini 38' | Árbitro: LVA Vadims Direktorenko |

### Melhores terceiros colocados
| Pos | Seleção       | Pts | J | V | E | D | GP | GC | SG | Grupo |
| --- | ------------- | --- | - | - | - | - | -- | -- | -- | ----- |
| 1   | Rússia        | 2   | 2 | 0 | 2 | 0 | 2  | 2  | 0  | 9     |
| 2   | Luxemburgo    | 1   | 2 | 0 | 1 | 1 | 3  | 4  | –1 | 3     |
| 3   | Finlândia     | 1   | 2 | 0 | 1 | 1 | 1  | 2  | –1 | 4     |
| 4   | Bielorrússia  | 1   | 2 | 0 | 1 | 1 | 2  | 4  | –2 | 13    |
| 5   | Islândia      | 1   | 2 | 0 | 1 | 1 | 2  | 5  | –3 | 6     |
| 6   | Hungria       | 1   | 2 | 0 | 1 | 1 | 1  | 4  | –3 | 2     |
| 7   | Andorra       | 0   | 2 | 0 | 0 | 2 | 0  | 3  | –3 | 11    |
| 8   | Liechtenstein | 0   | 2 | 0 | 0 | 2 | 1  | 5  | –4 | 10    |
| 9   | Irlanda       | 0   | 2 | 0 | 0 | 2 | 0  | 5  | –5 | 1     |
| 10  | Azerbaijão    | 0   | 2 | 0 | 0 | 2 | 0  | 5  | –5 | 5     |
| 11  | Estónia       | 0   | 2 | 0 | 0 | 2 | 1  | 7  | –6 | 12    |
| 12  | Lituânia      | 0   | 2 | 0 | 0 | 2 | 0  | 6  | –6 | 7     |
| 13  | Albânia       | 0   | 2 | 0 | 0 | 2 | 0  | 6  | –6 | 8     |

## Ronda de Elite
|  | Equipes qualificadas para o Campeonato Europeu de Futebol Sub-19 de 2016 |
|  | Equipes eliminadas                                                       |

### Grupo 1
| Pos | Seleção    | Pts | J | V | E | D | GP | GC | SG |
| --- | ---------- | --- | - | - | - | - | -- | -- | -- |
| 1   | Inglaterra | 7   | 3 | 2 | 1 | 0 | 5  | 2  | +3 |
| 2   | Espanha    | 4   | 3 | 1 | 1 | 1 | 3  | 3  | 0  |
| 3   | Grécia     | 4   | 3 | 1 | 1 | 1 | 3  | 4  | –1 |
| 4   | Geórgia    | 1   | 3 | 0 | 1 | 2 | 3  | 5  | –2 |

| 24 de março de 2016 | Espanha                          | 2 – 0     | Grécia | Estádio Municipal Ciudad de Lepe, Lepe |
| 12:00 (UTC+1)       | Caricol 22' · Mayoral 26' (pen.) | Relatório |        | Árbitro: FRA Frank Schneider           |

| 24 de março de 2016 | Inglaterra              | 2 – 1     | Geórgia         | Estádio Luis Rodríguez Salvador, Cartaya |
| 17:00 (UTC+1)       | Abraham 8' · Onomah 10' | Relatório | Goshteliani 84' | Árbitro: AUT Dominik Ouschan             |

| 26 de março de 2016 | Espanha     | 1 – 1     | Geórgia          | Estádio Luis Rodríguez Salvador, Cartaya |
| 12:00 (UTC+1)       | Mayoral 42' | Relatório | Bidzinashvili 8' | Árbitro: MLT Fyodor Zammit               |

| 26 de março de 2016 | Grécia      | 1 – 1     | Inglaterra           | Estádio Municipal Ciudad de Lepe, Lepe |
| 17:00 (UTC+1)       | Lamprou 51' | Relatório | Armstrong 49' (pen.) | Árbitro: AUT Dominik Ouschan           |

| 29 de março de 2016 | Inglaterra                | 2 – 0     | Espanha | Estádio Municipal Ciudad de Lepe, Lepe |
| 17:00 (UTC+1)       | Onomah 6' · Armstrong 66' | Relatório |         | Árbitro: FRA Frank Schneider           |

| 29 de março de 2016 | Geórgia        | 1 – 2     | Grécia               | Estádio Luis Rodríguez Salvador, Cartaya |
| 17:00 (UTC+1)       | Mikeltadze 60' | Relatório | Dimitriadis 42', 72' | Árbitro: MLT Fyodor Zammit               |

### Grupo 2
| Pos | Seleção | Pts | J | V | E | D | GP | GC | SG |
| --- | ------- | --- | - | - | - | - | -- | -- | -- |
| 1   | Itália  | 7   | 3 | 2 | 1 | 0 | 8  | 2  | +6 |
| 2   | Turquia | 7   | 3 | 2 | 1 | 0 | 7  | 3  | +4 |
| 3   | Israel  | 3   | 3 | 1 | 0 | 2 | 2  | 5  | –3 |
| 4   | Suíça   | 0   | 3 | 0 | 0 | 3 | 1  | 8  | –7 |

| 25 de março de 2016 | Suíça  | 1 – 4     | Turquia                                            | Comunale di Caldogno, Caldogno |
| 12:00 (UTC+1)       | Sow 5' | Relatório | Günaslan 40' · Ünder 49' (pen.), 60' · Karakoç 52' | Árbitro: SCO Kevin Clancy      |

| 25 de março de 2016 | Israel | 0 – 4     | Itália                                                  | Stadio Comunale Euganeo, Pádua |
| 15:30 (UTC+1)       |        | Relatório | Panico 9' · Felicioli 29' · Favilli 44' · Coppolaro 73' | Árbitro: CRO Fran Jović        |

| 27 de março de 2016 | Turquia     | 1 – 0     | Israel | Romeo Menti, Vicenza    |
| 12:00 (UTC+1)       | Demiral 56' | Relatório |        | Árbitro: CRO Fran Jović |

| 27 de março de 2016 | Suíça | 0 – 2     | Itália                             | Stadio Comunale Euganeo, Pádua |
| 18:00 (UTC+1)       |       | Relatório | Ghiglione 75' · Dimarco 81' (pen.) | Árbitro: POR João Pinheiro     |

| 30 de março de 2016 | Israel                     | 2 – 0     | Suíça | Stadio Comunale Euganeo, Pádua |
| 15:00 (UTC+1)       | D. Galili 38' · Loosli 65' | Relatório |       | Árbitro: SCO Kevin Clancy      |

| 30 de março de 2016 | Itália                  | 2 – 2     | Turquia                       | Comunale di Caldogno, Caldogno |
| 15:00 (UTC+1)       | Favilli 59' · Edera 88' | Relatório | Kanatsizkuş 89' · Özcan 90+2' | Árbitro: POR João Pinheiro     |

### Grupo 3
| Pos | Seleção    | Pts | J | V | E | D | GP | GC | SG |
| --- | ---------- | --- | - | - | - | - | -- | -- | -- |
| 1   | Áustria    | 9   | 3 | 3 | 0 | 0 | 10 | 2  | +8 |
| 2   | Eslováquia | 6   | 3 | 2 | 0 | 1 | 6  | 5  | +1 |
| 3   | Tchéquia   | 3   | 3 | 1 | 0 | 2 | 5  | 5  | 0  |
| 4   | Romênia    | 0   | 3 | 0 | 0 | 3 | 1  | 10 | –9 |

| 24 de março de 2016 | Tchéquia                                     | 3 – 0     | Romênia | Thermen, Bad Waltersdorf   |
| 11:00 (UTC+1)       | Mihálik 5' (pen.) · Pulkrab 22' · Trubač 34' | Relatório |         | Árbitro: RUS Sergei Ivanov |

| 24 de março de 2016 | Áustria                                | 3 – 1     | Eslováquia | SV Rohrbach, Rohrbach an der Lafnitz |
| 18:00 (UTC+1)       | Jakupovic 10' (pen.), 52' · Prokop 11' | Relatória | Hancko 73' | Árbitro: FIN Jari Järvinen           |

| 26 de março de 2016 | Tchéquia     | 1 – 2     | Eslováquia                   | Sparkassenstadion Gleisdorf, Gleisdorf |
| 11:00 (UTC+1)       | Štěpánek 41' | Relatório | Kopičár 5' (pen.) · Mráz 30' | Árbitro: ARM Zaven Hovhannisyan        |

| 26 de março de 2016 | Romênia | 0 – 4     | Áustria                                               | Thermen, Bad Waltersdorf   |
| 15:30 (UTC+1)       |         | Relatório | Prokop 13', 37' · Malicsek 67' · Jakupovic 82' (pen.) | Árbitro: FIN Jari Järvinen |

| 29 de março de 2016 | Áustria                               | 3 – 1     | Tchéquia    | Sparkassenstadion Gleisdorf, Gleisdorf |
| 18:00 (UTC+1)       | Prokop 34' · Grabovac 78' · Posch 84' | Relatório | Pulkrab 55' | Árbitro: RUS Sergei Ivanov             |

| 29 de março de 2016 | Eslováquia                          | 3 – 1     | Romênia    | SV Rohrbach, Rohrbach an der Lafnitz |
| 18:00 (UTC+1)       | Šalata 30' · Špalek 43' · Jirka 69' | Relatório | C. Ene 38' | Árbitro: ARM Zaven Hovhannisyan      |

### Grupo 4
| Pos | Seleção          | Pts | J | V | E | D | GP | GC | SG |
| --- | ---------------- | --- | - | - | - | - | -- | -- | -- |
| 1   | Países Baixos    | 7   | 3 | 2 | 1 | 0 | 4  | 2  | +2 |
| 2   | Polónia          | 5   | 3 | 1 | 2 | 0 | 2  | 1  | +1 |
| 3   | Ucrânia          | 4   | 3 | 1 | 1 | 1 | 4  | 3  | +1 |
| 4   | Irlanda do Norte | 0   | 3 | 0 | 0 | 3 | 1  | 5  | –4 |

| 24 de março de 2016 | Polónia            | 2 – 1     | Irlanda do Norte | Sportpark Parkzicht, Uden  |
| 16:30 (UTC+1)       | Swiderski 14', 84' | Relatório | Lavery 33'       | Árbitro: LUX Alain Durieux |

| 24 de março de 2016 | Países Baixos                                   | 3 – 2     | Ucrânia                | Sportpark Zuid, Groesbeek          |
| 19:30 (UTC+1)       | Lammers 8' · van de Beek 26' · Nouri 71' (pen.) | Relatório | Fursov 36' · Shved 38' | Árbitro: ESP Juan Martinez Munuera |

| 26 de março de 2016 | Ucrânia | 0 – 0     | Polónia | Sportpark Zuid, Groesbeek  |
| 13:00 (UTC+1)       |         | Relatório |         | Árbitro: LUX Alain Durieux |

| 26 de março de 2016 | Países Baixos | 1 – 0     | Irlanda do Norte | Sportpark Parkzicht, Uden  |
| 16:00 (UTC+1)       | Eiting 59'    | Relatório |                  | Árbitro: AZE Rahim Hasanov |

| 29 de março de 2016 | Polónia | 0 – 0     | Países Baixos | Sportpark Zuid, Groesbeek          |
| 19:30 (UTC+1)       |         | Relatório |               | Árbitro: ESP Juan Martinez Munuera |

| 29 de março de 2016 | Irlanda do Norte | 0 – 2     | Ucrânia                        | Sportpark Parkzicht, Uden  |
| 19:30 (UTC+1)       |                  | Relatório | Pikhalonok 29' · Tsygankov 83' | Árbitro: AZE Rahim Hasanov |

### Grupo 5
| Pos | Seleção  | Pts | J | V | E | D | GP | GC | SG |
| --- | -------- | --- | - | - | - | - | -- | -- | -- |
| 1   | Croácia  | 9   | 3 | 3 | 0 | 0 | 8  | 0  | +8 |
| 2   | Bélgica  | 6   | 3 | 2 | 0 | 1 | 3  | 4  | –1 |
| 3   | Escócia  | 3   | 3 | 1 | 0 | 2 | 2  | 6  | –4 |
| 4   | Bulgária | 0   | 3 | 0 | 0 | 3 | 1  | 4  | –3 |

| 23 de março de 2016 | Bélgica                       | 2 – 0     | Escócia | Pomorac Kostrena, Kostrena   |
| 12:30 (UTC+1)       | Van Landschoot 5' · Kabir 85' | Relatório |         | Árbitro: UKR Anatoliy Abdula |

| 23 de março de 2016 | Croácia     | 1 – 0     | Bulgária | Kantrida, Rijeka            |
| 16:00 (UTC+1)       | Brekalo 53' | Relatório |          | Árbitro: CZE Petr Ardeleanu |

| 25 de março de 2016 | Bélgica     | 1 – 0     | Bulgária | Pomorac Kostrena, Kostrena    |
| 13:00 (UTC+1)       | Cuypers 81' | Relatório |          | Árbitro: DEN Jørgen Burchardt |

| 25 de março de 2016 | Escócia | 0 – 3     | Croácia                               | Kantrida, Rijeka            |
| 16:00 (UTC+1)       |         | Relatório | Brodić 36' · Turčin 47' · Brekalo 77' | Árbitro: CZE Petr Ardeleanu |

| 28 de março de 2016 | Croácia                                               | 4 – 0     | Bélgica | Stadion HNK Rijeka, Rijeka   |
| 16:00 (UTC+1)       | Benković 37' · Brodić 45' · Lovren 76' · Kneževič 90' | Relatório |         | Árbitro: UKR Anatoliy Abdula |

| 28 de março de 2016 | Bulgária         | 1 – 2     | Escócia                        | Pomorac Kostrena, Kostrena    |
| 16:00 (UTC+1)       | Al. Georgiev 38' | Relatório | Hardie 15' · Kiltie 78' (pen.) | Árbitro: DEN Jørgen Burchardt |

### Grupo 6
| Pos | Seleção   | Pts | J | V | E | D | GP | GC | SG |
| --- | --------- | --- | - | - | - | - | -- | -- | -- |
| 1   | Portugal  | 7   | 3 | 2 | 1 | 0 | 8  | 2  | +6 |
| 2   | Eslovênia | 6   | 3 | 2 | 0 | 1 | 5  | 4  | +1 |
| 3   | Rússia    | 4   | 3 | 1 | 1 | 1 | 3  | 3  | 0  |
| 4   | Suécia    | 0   | 3 | 0 | 0 | 3 | 2  | 9  | –7 |

| 24 de março de 2016 | Eslovênia  | 1 – 0     | Rússia | Sports Center CF Fão, Fão     |
| 15:00 (UTC+1)       | Elšnik 87' | Relatório |        | Árbitro: MKD Dejan Jakimovksi |

| 24 de março de 2016 | Portugal                                                    | 4 – 0     | Suécia | Estádio dos Arcos, Vila do Conde |
| 17:00 (UTC+1)       | Alexandre Silva 13' · Buta 23', 24' · Gonçalo Rodrigues 64' | Relatório |        | Árbitro: IRL Padraig Sutton      |

| 26 de março de 2016 | Suécia       | 1 – 3     | Eslovênia                      | Varzim Sport Club, Póvoa de Varzim |
| 15:00 (UTC+1)       | Dresevic 82' | Relatório | Elšnik 36' · Kramarič 38', 46' | Árbitro: MKD Dejan Jakimovksi      |

| 26 de março de 2016 | Portugal          | 1 – 1     | Rússia      | Cidade de Barcelos, Barcelos        |
| 17:00 (UTC+1)       | Pedro Delgado 41' | Relatório | Obolsky 90' | Árbitro: GRE Alexandros Aretopoulos |

| 29 de março de 2016 | Eslovênia   | 1 – 3     | Portugal                                             | Estádio dos Arcos, Vila do Conde |
| 17:00 (UTC+1)       | Tijanič 79' | Relatório | Rúben Dias 17' · Bruno Costa 18' · Pedro Delgado 72' | Árbitro: IRL Padraig Sutton      |

| 29 de março de 2016 | Rússia                                  | 2 – 1     | Suécia      | Póvoa do Varzim Municipal Stadium, Póvoa de Varzim |
| 17:00 (UTC+1)       | Melkadze 63' (pen.) · Zhamaletdinov 78' | Relatório | Nilsson 15' | Árbitro: GRE Alexandros Aretopoulos                |

### Grupo 7
| Pos | Seleção    | Pts | J | V | E | D | GP | GC | SG  |
| --- | ---------- | --- | - | - | - | - | -- | -- | --- |
| 1   | França     | 9   | 3 | 3 | 0 | 0 | 6  | 0  | +6  |
| 2   | Dinamarca  | 4   | 3 | 1 | 1 | 1 | 9  | 7  | +2  |
| 3   | Sérvia     | 4   | 3 | 1 | 1 | 1 | 6  | 4  | +2  |
| 4   | Montenegro | 0   | 3 | 0 | 0 | 3 | 2  | 12 | –10 |

| 24 de março de 2016 | França   | 1 – 0     | Montenegro | Gradski, Jagodina          |
| 14:30               | Blas 53' | Relatório |            | Árbitro: ENG Robert Madley |

| 24 de março de 2016 | Sérvia                        | 2 – 2     | Dinamarca                             | Čika Dača, Kragujevac     |
| 14:30               | Šaponjić 60' · Mijailović 84' | Relatório | Duelund 56' (pen.) · Bruun Larsen 76' | Árbitro: TUR Alper Ulusoy |

| 26 de março de 2016 | França                                          | 4 – 0     | Dinamarca | Gradski, Jagodina             |
| 14:30               | Mbappé 9' · Onguene 13' · Diop 53' · Thuram 56' | Relatório |           | Árbitro: GRE Georgios Kominis |

| 26 de março de 2016 | Montenegro | 1 – 4     | Sérvia                                                | FK Metalac, Gornji Milanovac |
| 14:30               | Šarkić 21' | Relatório | Jović 33' (pen.) · Duronjić 37', 51' · Milenković 54' | Árbitro: TUR Alper Ulusoy    |

| 29 de março de 2016 | Sérvia | 0 – 1     | França     | Cika Daca, Kragujevac      |
| 14:30               |        | Relatório | Mbappé 41' | Árbitro: ENG Robert Madley |

| 29 de março de 2016 | Dinamarca                                                           | 7 – 1     | Montenegro    | Gradski, Jagodina             |
| 14:30               | Veber 4', 19', 53', 67' · Rasmussen 30' · Laursen 49' · Duelund 59' | Relatório | Vorotović 17' | Árbitro: GRE Georgios Kominis |

## Equipes classificadas
| País          | Método de qualificação | Melhor classificação           |
| ------------- | ---------------------- | ------------------------------ |
| Alemanha      | Anfitrião              | Campeão (2008 e 2014)          |
| Inglaterra    | Vencedor Grupo 1       | Vice-campeão (2005, 2009)      |
| Itália        | Vencedor Grupo 2       | Campeão (2003)                 |
| Áustria       | Vencedor Grupo 3       | Semi-finais (2003, 2006, 2014) |
| Países Baixos | Vencedor Grupo 4       | Fase Grupos (2010, 2013, 2015) |
| Croácia       | Vencedor Grupo 5       | Semi-finais (2010)             |
| Portugal      | Vencedor Grupo 6       | Vice-campeão (2003, 2014)      |
| França        | Vencedor Grupo 7       | Campeão (2005 e 2010)          |

## Estatísticas
Atualizado em 1 de maio de 2016
| Pos. | Jogador             | País          | Gols | Tempo jogando |
| ---- | ------------------- | ------------- | ---- | ------------- |
| 1    | Ivan Šaponjić       | Sérvia        | 6    | 450'          |
| 2    | Nany Dimata         | Bélgica       | 5    | 380'          |
| 2    | Anas Mahamid        | Israel        | 5    | 428'          |
| 2    | Luka Jović          | Sérvia        | 5    | 450'          |
| 2    | Jean-Kévin Augustin | França        | 5    | 464'          |
| 2    | Karol Świderski     | Polónia       | 5    | 485'          |
| 7    | Kristian Veber      | Dinamarca     | 4    | 126'          |
| 7    | Edvin Muratovic     | Luxemburgo    | 4    | 270'          |
| 7    | Luca Vido           | Itália        | 4    | 271'          |
| 7    | Aurélio Buta        | Portugal      | 4    | 411'          |
| 7    | Mikkel Duelund      | Dinamarca     | 4    | 420'          |
| 7    | Ondřej Mihálik      | Tchéquia      | 4    | 433'          |
| 7    | Dominik Prokop      | Áustria       | 4    | 468'          |
| 7    | Sam Lammers         | Países Baixos | 4    | 510'          |
| 7    | Aleksandar Georgiev | Bulgária      | 4    | 540'          |

| Pos. | Jogador              | País          | Assist. | Tempo jogando |
| ---- | -------------------- | ------------- | ------- | ------------- |
| 1    | Cengiz Ünder         | Turquia       | 4       | 537'          |
| 1    | Tammy Abraham        | Inglaterra    | 4       | 354'          |
| 3    | Luka Jović           | Sérvia        | 3       | 450'          |
| 3    | Aurélio Buta         | Portugal      | 3       | 411'          |
| 3    | Steven Bergwijn      | Países Baixos | 3       | 480'          |
| 3    | Oleksandr Pikhalonok | Ucrânia       | 3       | 533'          |
| 3    | Harun Alpsoy         | Suíça         | 3       | 386'          |
| 3    | Abdelhak Nouri       | Países Baixos | 3       | 494'          |
| 3    | Valeri Gromyko       | Bielorrússia  | 3       | 254'          |
| 3    | Olivier Boscagli     | França        | 3       | 271'          |